# لوزي (إقليم)
إقليم لوزي هو أحد أقسام مقاطعة كونغو الوسطى في جمهورية الكونغو الديمقراطية. تُعرف منطقة لووزي أيضًا باسم مانيانجا.

## الجغرافيا
تمتد المنطقة على الضفة اليمنى لنهر الكونغو بين 4° 18′ و 5° 20′خط عرض جنوبًا و 14° 27′خط طول شرقاً. تحدها من الشمال والشرق جمهورية الكونغو برازافيل، ويحدها من الجنوب نهر الكونغو الذي يفصلها عن أراضي سونغولولو ومبانزا-نغونغو. تقع لوزي على بعد 350 كيلومتر من مدينة كينشاسا، و117 كيلومتر من كيمبيزي، و280 كيلومترًا من مدينة ماتادي.
إقليم لوزي هو أحد أكبر الكيانات الإدارية لمقاطعة الكونغو الوسطى (مع أراضي تشيلا وكاسانغولو) التي تحد الكونغو برازافيل. تبلغ مساحتها ما يزيد قليلاً عن 6٬000 كلم مربع ، أي ما يقرب من ثمن مساحة المقاطعة (أكثر من 53٬000 كلم مربع )، وتتميز أراضي لوزي بهضبة منخفضة واسعة  (أقل من 800 متر في الارتفاع) في الجزء الشمالي الغربي منها. وتعد المنطقة الوسطى من هذه الهضبة من بين أكثر الكيانات المأهولة بالسكان في هذه المنطقة، على عكس المنطقة السهلية الواقعة إلى الجنوب. على الرغم من مساحتها الصغيرة، تضم لووزي حوالي عشرة قطاعات تضم أكثر من خمسين مجموعة. ومن المرجح أن يؤدي هذا التشرذم إلى تأجيج الصراعات الاجتماعية. ويفصل نهر الكونغو هذه المنطقة في جزئها الجنوبي عن منطقة سونغولولو. وتشكل هاتان الدائرتان، بالإضافة إلى دائرة مبانزا-نغونغو، منطقة كاتاراكت. وقد اشتهر نهر لوزي، الذي يعبر عاصمة الإقليم، بسبب التماسيح المهيبة التي غالبًا ما تهاجم البشر.

## تاريخ
كانت منطقة مانيانجا سابقًا، كيانًا سياسيًا وإداريًا في الفترة الاستعمارية، قبل إلغاء المقاطعات، وكانت المنطقة الوحيدة في منطقة كاتاراكت .
خلال الحقبة الاستعمارية، تم تجميع المجتمعات العشرة في ثلاث مناطق؛ كيفوندا وعاصمتها تادي، بما في ذلك قطاعات بالاري وكيمبانزا وكيفوندا؛ ومنطقة كيمبيمبي مع قطاعات مبانزا-نجويو وكينج وكيمومبا ومونغو-لوالا؛ وأخيرًا منطقة كينكينج التي تجمع بين قطاعات كينكينج ومبانزا مونا ومبانزا مويمبي. استمر تقسيم لوزي إلى ثلاث مناطق حتى عام 1970م عندما تم تنظيم الإقليم في كيان واحد ويرأسه مسؤول إقليمي.

## بلدية
يوجد بالإقليم جماعة ريفية واحدة تضم ساكنة أقل من 80.000 ناخب.
- اللوزي (يمثلها 7 مستشارين بلديين)

## القطاعات
تنقسم أراضي لووزي إلى عشرة قطاعات  مقسمة إلى 37 مجموعة على النحو التالي :
- قطاع بلاري ، ويتكون من 4 مجموعات : لوند-نزادي، ميمبالا، ندوبا، يوكولو.
- قطاع كينجي ، ويتكون من 5 مجموعات : كيمبيمبي، كينسومبو، كيفوندا، مباندا، سالا.
- قطاع كيمبانزا ، ويتكون من 4 مجموعات : كيمبانزا، كينكيندا، مبو، يانجا.
- قطاع كيمومبا ، ويتكون من 3 مجموعات : بيدي، مفوتا، نسوندي مامبا
- قطاع كينكنج ، مكون من 3 مجموعات : كينكينج، لوالا، لوانجو.
- قطاع كيفوندا ، مكون من 6 مجموعات : كيكيونجا، كيماتا، كينيانجي، ماسانجي، سوندي-لوتيتي، يانجا-شمال.
- قطاع مبانزا-مونا ، ويتكون من 3 مجموعات : بولو، كينجيلا، كينسيمي.
- قطاع مبانزا-مويمبي ، ويتكون من 3 مجموعات : كيبونزي، كينغونغو، مبامبا.
- قطاع مبانزا-نجويو ، ويتكون من 4 مجموعات : كيمباكا، ليمبا، لوانغو، مبيونغو.
- قطاع مونغو لوالا، ويتكون من 4 مجموعات : كينغويي، مونكاكا، تمبيسا، ينغا بومبي.

## سكان
يتألف سكان الإقليم من أربع قبائل رئيسية تنتمي إلى مجموعة باكونغو العرقية : مانيانجا، بامبوما، باليلي، بالاري.